# 布克力嗪
布克力嗪（INN：buclizine），别名氯苯丁嗪，商品名：安其敏。 是一种二苯基甲基哌嗪类抗组胺和抗胆碱剂。其抗组胺H1受体作用较苯海拉明强而持久,其被视作与美克洛嗪的类似的止吐剂。在英国，氯苯丁嗪被作为偏头痛药物。氯苯丁嗪由叔丁醇和对叔丁基苄氯等合成。